# Svatováclavský chorál

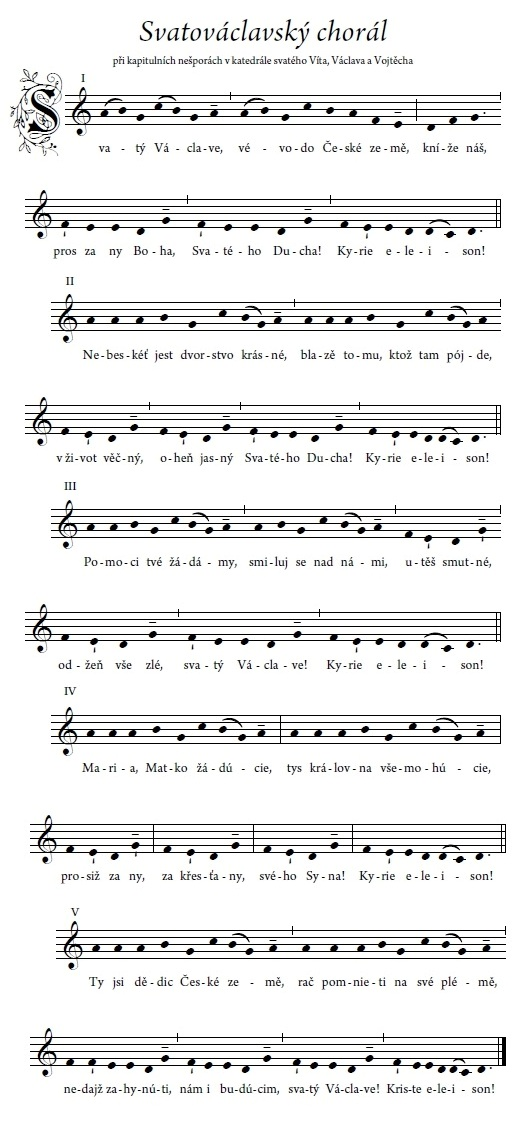
Svatováclavský chorál v méně známé, gotické verzi nápěvu

Svatováclavský chorál je český církevní hymnus, jehož kořeny sahají patrně až do 12. století. Původně měl tři pětiřádkové slohy neumělých, sdružených rýmů, ukončené refrénem „Kyrie eleison“. Obsahem byla prostá modlitba ke sv. Václavu, vévodovi a prvnímu patronovi české země, aby se přimluvil za svůj národ u Boha, pomohl mu od příkoří a zajistil mu spasení. V Jednotném kancionálu je zařazen pod číslem 830, a to ve dvou verzích.

## Historie
Dobu vzniku této písně kladla stará tradice do 14. století, její autorství bylo připisováno pražskému arcibiskupovi Arnoštu z Pardubic nebo arcibiskupovi Janu Očkovi z Vlašimě (jak uvádí kronikář Václav Hájek z Libočan). Bohuslav Balbín obě tyto domněnky kombinoval: Arnošt prý píseň složil, Očko rozšířil. Svatováclavský chorál je však mnohem starší. Strofická stavba, jazyková stránka, zvlněná melodie a harmonizace této písně ukazují spíše na 13. století. Konečně úpěnlivá prosba v písni „utěš smutné – zažeň vše zlé“ svědčí o pohnuté době, a tou zřejmě mohla být léta braniborské správy (1278–1283). Zdá se však, že text písně se vyvíjel postupně a jeho prazáklad zřejmě pochází již ze století dvanáctého. Někdy na rozhraní 14. a 15. století přibyly dvě nové strofy: „Ty jsi dědic české země“ a „Maria, matko žádoucí“. V zápise o rukopise litoměřickém z konce 15. století se uvádějí opět nové strofy, mezi nimi sloka, obsahující invokaci k ostatním českým světcům. Ty ovšem později ze standardního textu vypadly. Chorál s původně staročeským textem dostal svoji finální podobu, užívanou dodnes, zřejmě v 18.–19. století. Přečkal staletí a je nadále pravidelně zpíván, zpravidla na konci nedělní velké mše nebo o významných křesťanských svátcích.
V době vzniku Československa existovaly snahy o to, aby se píseň stala národní hymnou. Jak řekl Jakub Deml, „Svatováclavský chorál obsahuje z hlediska morálních hodnot myšlenky věčně živé, které odpovídají i ignorovaným požadavkům přítomnosti“. Slavný český básník, symbolista Otokar Březina litoval, že se „vznešená svatováclavská hymna nestala státní hymnou osvobozeného národa“. Od vzniku strany lidové v roce 1919 je tradicí, že součástí sjezdu strany je zpěv Svatováclavského chorálu. Přijetí Svatováclavského chorálu jako státní hymny požaduje dnešní politická strana Koruna Česká. Chorál byl zpíván při významných událostech, jako korunovacích českých králů a zazněl i při pohřbu T. G. Masaryka nebo Václava Havla.

## Nápěv
Používají se dvě verze nápěvu. První z nich je středověká, druhá z doby renesance. Verze 830A v Jednotném kancionálu je založena na gotické verzi, verze 830B na renesanční.

## Modifikace písně
Svatováclavský chorál inspiroval některé české hudební skladatele k vytvoření variací na toto téma. Za všechny lze uvést:
- Josef Suk: Meditace na svatováclavský chorál, op. 35a
- Vítězslav Novák: Svatováclavský triptych op. 70 • toccata, ciaccona a fuga
- Tomáš Reindl: Svatý Václave
- Vladimír Hirsch: Orchestrální variace na Svatováclavský chorál č.2 & 3 (č.2 - Hymn: Do Not Let Us Perish / Nedej nám zahynouti & č.3: Variation sur le Choral Saint-Venceslas)

## Ukázky dochovaných textů

### Nejstarší dochovaná podoba – 1368
Vůbec nejstarší zápis písně je dochován v kronice Beneše Krabice z Weitmile z roku 1368, který obsahuje celkem 3 sloky.

| Svatý Václave vévodo České země kněže náš pros za ny Boha svatého Ducha Kyrieleison Nebeské toť dvorstvo krásné blaze tomu ktož tam pójde život věčný oheň jasný svatého Ducha Kyrieleison Pomoci tvé žádámy smiluj se nad námi utěš smutné odžeň vše zlé Svatý Václave Kyrieleison |

### Znění chorálu v litoměřickém graduálu – 1475
Znění chorálu se opět objevuje ve sborníku husitských písní tzv. Sborníku litoměřickém z roku 1475. Na rozdíl od předešlé verze ze 14. století je zde zapsáno šest dalších slok.

| Angele swieti nebesstij raczte nas k sobie przwiesti ku kdez slawa neprzestawa wieczneho Boha Krysteleyson Marya matko zaduczie tys kralowna wssemohuczi prosiz zany (král Václav III.) za krziestiany Hospodyna Krysteleyson Wssickni swieti spomahayte zahynuti nam nedayte w swietie w bludnem at nezahynem Krysteleyson | Hrziechuow se nasych lekamy spomoczi wassie zadamy swaty Wite slawny Woytiesse swaty Waclawe Krysteleyson Wysste diediczi czeske zemie raczte pomnieti na swe plemie nedayte zahynuti nam y buducziem swaty Zykmunde swaty Prokope swata Ludmillo Krysteleyson Bohu otczi chwalu wzdaymy swatym se krzizem pozahnaymy we gmeno Otcze y Syna geho y swateho Ducha Krysteleyson Amen |

### Rukopis pražské univerzitní knihovny – 15. nebo 16. stol.
V tomto rukopise nejasné datace je přítomná ještě desátá sloka chorálu.

| Tys nass diedicz Czieske zemie rozpomen se na swee plemie neday zahynuti naam y buduczym swaty Waczlawe Kristeleyson |

## Text
Text současné verze

Svatý Václave, vévodo české země,

kníže náš, pros za nás Boha, svatého Ducha!

Kriste, eleison.

Ty jsi dědic české země, rozpomeň se na své plémě,

nedej zahynouti nám ni budoucím, svatý Václave!

Kriste, eleison.

Pomoci my tvé žádáme, smiluj se nad námi,

utěš smutné, zažeň vše zlé, svatý Václave!

Kriste, eleison.

Většinou se přidávají ještě další sloky

Nebeské jest dvorstvo krásné, blaze tomu, kdo tam dojde,

v život věčný, oheň jasný svatého Ducha.

Kriste, eleison.

Maria, Matko žádoucí, tys Královna všemohoucí,

prosiž za nás, za křesťany, svého Syna, Hospodina!

Kriste, eleison.

Andělé svatí nebeští, račte nás k sobě přivésti,

tam, kde chvála nepřestává věčného Boha.

Kriste, eleison.

Všichni svatí, za nás proste, zahynouti nám nedejte,

svatý Víte, svatý Norberte, svatý Zikmunde, svatý Prokope, svatý Vojtěše,

svatý Jene Nepomucký, svatá Ludmilo, svatá Anežko,

svatý Václave!

Kriste, eleison.

Bohu Otci chválu vzdejme, svatým křížem se žehnejme:

Ve jménu Otce i Syna jeho i Ducha svatého.

Kriste, eleison.

Text starší verze

Svatý Václave, vévodo české země,

kněže náš, pros za ny Boha, svatého Ducha!

Kyrieleison.

Nebeskéť jest dvorstvo krásné,

blazě tomu, ktož tam pójde,

v život věčný, oheň jasný svatého Ducha.

Kyrieleison.

Pomoci tvé žádámy,

smiluj sě nad námy.

Utěš smutné, otžeň vše zlé, svatý Václave!

Kyrieleison.